# Fondation Custodia

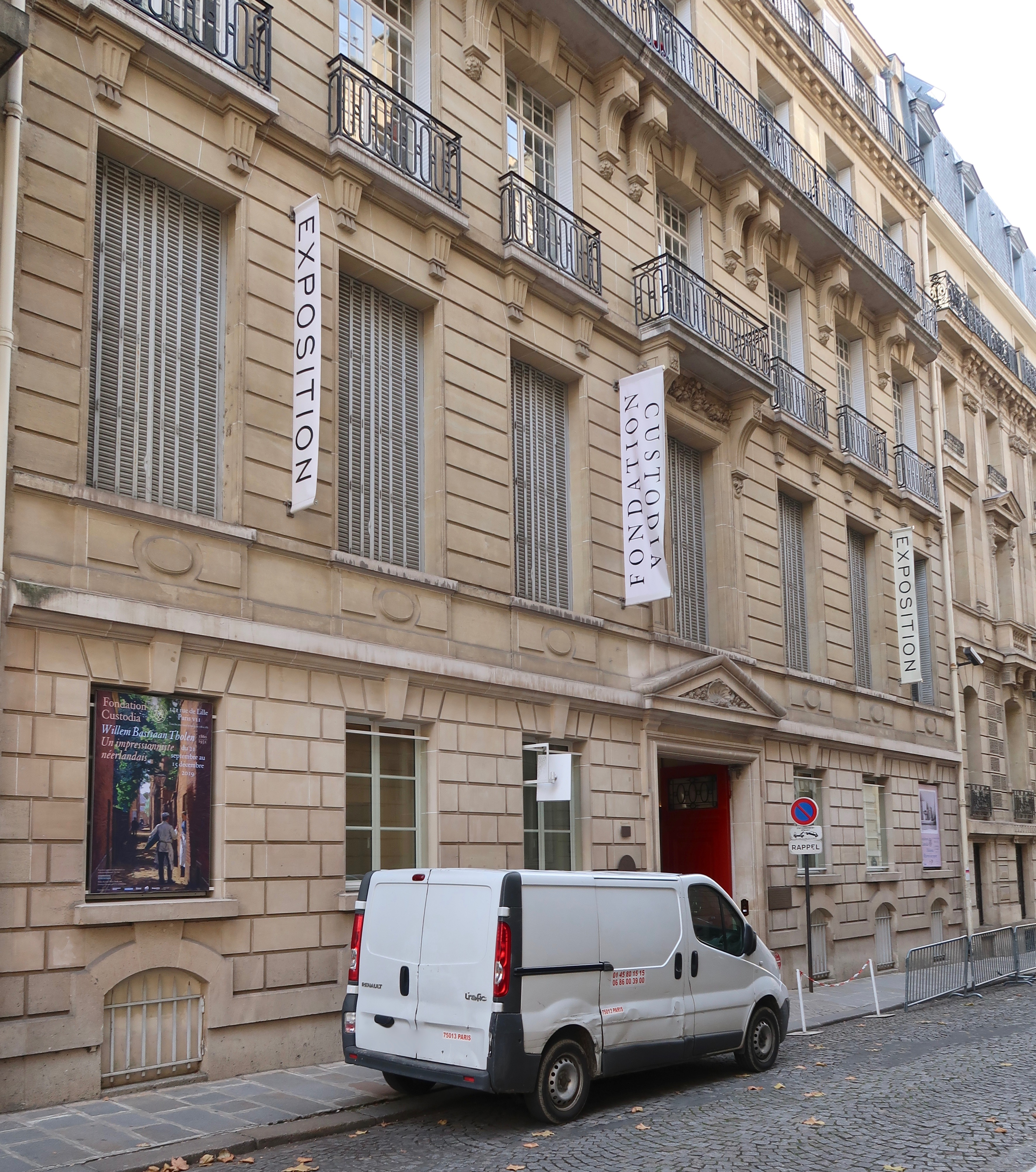
Fondation Custodia - 121 rue de Lille, 75007 Parijs

De Fondation Custodia is een stichting opgericht in 1947 door de kunsthistoricus en verzamelaar Frits Lugt samen met zijn echtgenote Jacoba Lugt-Klever. Naast het beheer van de kunstcollectie houdt de stichting zich bezig met wetenschappelijk onderzoek en verzorgt tentoonstellingen en publicaties. De stichting is gevestigd in het Hôtel Turgot aan 121, rue de Lille te Parijs. Van 2010 tot 2022 was Ger Luijten (1956-2022) directeur.

## Geschiedenis
De kunsthistoricus en verzamelaar Frits Lugt werd geboren in 1884 in Amsterdam en overleed in 1970 te Parijs. Hij inventariseerde de collecties Nederlandse tekeningen in Parijse openbare instellingen (Musée du Louvre, Bibliothèque nationale de France en Ecole nationale des beaux-arts). Hij is vooral bekend geworden door zijn catalogus Les Marques de collections de dessins et d’estampes (Verzamelaarsmerken van tekeningen en prenten), die nog steeds geldt als een naslagwerk voor specialisten en regelmatig wordt aangevuld in een online database.
Lugt legde een verzameling aan van tekeningen, prenten, oude boeken, schilderijen, kunstenaarsbrieven en Indiase miniaturen. Hij bezocht particuliere Amerikaanse toen hij tijdens de Tweede Wereldoorlog in de Verenigde Staten woonde. Lugt richtte in 1947 de Fondation Custodia (waarvan de naam in het Latijn "goede bewaking" betekent) op en droeg er zijn verzameling en zijn kapitaal aan over. Hij stichtte een Nederlands cultureel centrum op als een plaats om de collectie onder te brengen. De stichting werd gevestigd in het Hôtel Turgot in Parijs, en in 1957 werd, in samenwerking met de Nederlandse regering, het Institut Néerlandais gevestigd in het naburige Hôtel Lévis-Mirepoix. In 2013 trok de Nederlandse regering haar subsidie in en sloot het Institut néerlandais voorgoed zijn deuren.
De Fondation Custodia koopt nog altijd werken aan om de Collectie Lugt aan te vullen en organiseert regelmatig tentoonstellingen en rondleidingen. Het leent ook werken uit aan tentoonstellingen in Frankrijk en in het buitenland en is op afspraak toegankelijk voor specialisten en kunstliefhebbers. De kunsthistorische bibliotheek is gespecialiseerd in West-Europese kunst van 1450 tot 1900, in het bijzonder werken op papier en kunst van de noordelijke scholen van de Gouden Eeuw.

## Collectie Frits Lugt
Werken op papier vormen het hoofdbestanddeel van de collectie, met meer dan 7.000 tekeningen en 15.000 prenten. De tekeningen dateren uit de 15e tot het midden van de 19e eeuw en zijn voornamelijk afkomstig van de Hollandse en Vlaamse school uit de 17e eeuw (Rembrandt, Samuel van Hoogstraten, Lambert Doomer, Ferdinand Bol), maar er zijn ook werken uit Frankrijk (Claude Lorrain, Antoine Watteau, François Boucher), Italië (Domenico Beccafumi, Sebastiano Ricci, de Tiepolo's), Duitsland, Denemarken, en Engeland. Ook bij de prenten zijn vooral Hollandse en Vlaamse meesters uit de 16e en 17e eeuw te vinden, het bijna complete geëtste werk van Rembrandt, zeldzame prenten van Lucas van Leyden, kunstenaarsportretten, Italiaanse, Duitse en Nederlandse houtsneden, en gegraveerde Franse portretten van hoge kwaliteit.
De stichting bezit ook een collectie van ongeveer 450 schilderijen. De eerste deelcollectie bestaat uit schilderijen van Nederlandse en Vlaamse kunstenaars uit de zestiende en zeventiende eeuw. Alle genres zijn vertegenwoordigd, van portretten tot stillevens, genrescènes en landschappen.
Onder de schilderijen bevinden zich kerkinterieurs van Pieter Saenredam en Emanuel de Witte, genrescènes van Jan Brueghel de Oude, Joos van Craesbeeck, Willem Kalf, Jan Steen en Esaias Boursse, scènes uit de sacrale geschiedenis van Herri met de Bles, Gillis Mostaert, Joachim Beuckelaer, Pieter Lastman, Thomas de Keyser en David Teniers de Jonge, stillevens van Jan Davidsz. de Heem, Jacob van Es, Ambrosius Bosschaert de Jonge, Willem Kalf en Jan van Kessel, zeegezichten van Ludolf Backhuysen, Hollandse landschappen van Hendrick Avercamp, Esaias Van de Velde de Oude, Jan van de Velde de Jonge, Jacob van Ruisdael, Jan Lievens, Aert van der Neer, Jan van Goyen, Paulus Potter, Jan Both, Aelbert Cuyp en Gerrit Berckheyde, Italiaanse landschappen van Cornelis van Poelenburgh, Nicolaes Berchem, Karel Dujardin, portretten van Jan Antonisz van Ravesteyn, Jan de Bray, Caspar Netscher, David Teniers de Jonge en Nicolaes Maes. Andere scholen en schilders uit latere eeuwen zijn vertegenwoordigd met werken van Sofonisba Anguissola, Paolo Porpora, Jacques Linard, Nicolas de Largillière en Francesco Guardi.
De tweede deelcollectie, van bijna 300 schilderijen, is gewijd aan de Europese schilderkunst van de 19e eeuw. Het gaat voornamelijk om olieverfschetsen, landschappen gemaakt in de open lucht.
De verzameling kunstenaarsbrieven, met name uitgebreid na het overlijden van Frits Lugt, is een van de belangrijkste ter wereld met meer dan 40.000 stukken die dateren van de Renaissance tot heden. Het bevat ook correspondentie van verzamelaars en kunstkenners. Brieven van Franse kunstenaars uit de 17e en 19e eeuw zijn het sterkst vertegenwoordigd. De stichting bezit onder andere brieven van Michelangelo, Albrecht Dürer, Rembrandt, Jean-Georges Wille, Paul Gauguin, Henri Matisse en Dimitri Bouchène.
Ten slotte bewaart de Fondation Custodia Indiase miniaturen, portretminiaturen, oude boeken (vooral Nederlands, 17e-eeuws), originele lijsten (1.000 stuks), Chinees porselein en enkele Griekse, Romeinse en Egyptische oudheden.